# 文清
文清（1972年1月1日—），中国电视节目主持人、演员，曾为CCTV3当家花旦，毕业于北京广播学院（今中国传媒大学），后取得北京大学艺术系文学硕士学位。2005年离开央视，现在主要从事影视工作。

## 主持节目
- 《午间新闻》
- 《经济信息联播》
- 《生活》
- 《开心辞典》

## 主持晚会
- 世界三大男高音紫禁城广场演唱会
- 奥地利维也纳金色大厅新年音乐会
- 中央电视台春节联欢晚会
- 中央电视台春节歌舞晚会
- 中央电视台元宵颁奖晚会
- 全国青年歌手电视大奖赛
- 联合国儿童基金会慈善义演
- 庆祝北京“申奥”成功大型文艺晚会
- “龙声飞扬”两岸四地万人青年音乐会
- 中国“金鸡”、“百花”电影节颁奖晚会
- 全国电视文艺“星光奖”和中国电视剧“飞天奖”颁奖晚会
- 国家顶尖少数民族艺术团香港、台湾慰问演出
- 中央电视台“心连心”艺术团赴全国各地慰问演出等

## 电视剧
- 《当兵的人》
- 《天仙配》 饰 大仙女
- 《日月凌空》 饰 谢瑶伟
- 《十月怀胎》饰 黎蓉
- 2010年，《远古的传说》饰 花神
- 2011年，《中国1921》饰 宋庆龄
- 2011年，《辛亥革命》饰 宋庆龄
- 2013年，《龙门镖局》饰 文莺
- 2013年，《七年之痒》饰 文莺